# 加龙河畔波尔泰县
加龙河畔波尔泰县（法語：canton de Portet-sur-Garonne）是法国上加龙省的一个县（省级选区），中央投票站位于加龙河畔波尔泰。